# عبدالرؤوف بن عزیزه
عبدالرؤوف بن عزیزه (عربی: عبد الرؤوف بن عزيزة؛ زادهٔ ۲۳ سپتامبر ۱۹۵۳) بازیکن سابق فوتبال اهل تونس است.

## تیم ملی
وی عضو تیم ملی فوتبال تونس در جام جهانی فوتبال ۱۹۷۸ بوده است.